# The Dennis O'Keefe Show
The Dennis O'Keefe Show est une série télévisée américaine en 32 épisodes de 30 minutes en noir et blanc diffusée entre le 22 septembre 1959 et le 14 juin 1960 sur le réseau CBS.
Cette série est inédite dans tous les pays francophones.

## Distribution
- Dennis O'Keefe : Hal Towne
- Hope Emerson : Amelia « Sarge » Sargent
- Ricky Kelman (en) : Randy Towne
- Eloise Hardt : Karen Hadley
- Eddie Ryder : Eliot